# Oswald Lenti
Oswald Lenti, född 19 april 1892 i Helsingborg, död 17 juli 1969 i Sollentuna, var en tongivande och legendarisk svensk musikledare inom Pingströrelsen under 1900-talets första hälft.
Han var son till byggmästare Janne Persson och Amalia Lindberg. I ungdomen var Lenti violinist i Nordvästra Skånes Orkesterförening (nuvarande Helsingborgs symfoniorkester) och därefter under slutet av 1910-talet kapellmästare i Stockholm. Han rekryterades 1919 av Lewi Pethrus som musikledare i den relativt nybildade Filadelfiaförsamlingen i Stockholm och kvarstod i denna funktion i 36 år fram till 1955. Han ledde under denna tid församlingens Stora Strängmusik med cirka 250 medlemmar. 
Hans strängmusikstil, som skilde sig från Frälsningsarméns, blev framför allt under pingströrelsens expansionsperiod (1930- och 1940-talen) stilbildande för flertalet av landets övriga pingstförsamlingar. Han turnerade i Sverige och övriga nordiska länder med sin kvartett, Lentikvartetten (två violiner, violoncell och piano).
Oswald Lenti gjorde 1931–1955 ett stort antal grammofoninspelningar på skivbolaget Hemmets Härold, bland annat elva skivor med Stora Strängmusiken (varav sex med Einar Ekberg som solist), fyra skivor med Lentikvartetten och tre skivor med violinsolo. Dessutom medverkade han eller hans kvartett i början av 1930-talet på ett 25-tal av Einar Ekbergs inspelningar på Polyphon och Hemmets Härold.
Han gifte sig 1917 med Tekla Sofia Nordgren (1894–1934) och 1937 med Karin Elisabet Thorsén (1910–1989).